# Germarostes viridis
Germarostes viridis är en skalbaggsart som beskrevs av Lansberge 1887. Germarostes viridis ingår i släktet Germarostes och familjen Hybosoridae. Inga underarter finns listade i Catalogue of Life.